# 甘河子站
甘河子站是位于新疆维吾尔自治区乌苏市甘河子乡的一个铁路车站，邮政编码833005。车站建于1990年。有北疆铁路经过该站，不办理客货运业务，车站及其上下行区间均为电气化区段。车站距离乌鲁木齐站274公里，隶属乌鲁木齐铁路局，是五等站。于2009年12月关闭。